# 布洛韋爾特 (紐約州)
布洛韋爾特（英語：Blauvelt）是位於美國紐約州羅克蘭縣的普查規定居民點。

## 人口
根據2020年美國人口普查的數據，布洛韋爾特的面積為11.96平方千米，當中陸地面積為11.68平方千米，而水域面積為0.28平方千米。當地共有人口5548人，而人口密度為每平方千米463.88人。